# Barry Switzer
Barry Layne Switzer (* 5. Oktober 1937 in Crossett, Arkansas) ist ein ehemaliger US-amerikanischer American-Football-Spieler und -Trainer. Er war Head Coach in der National Football League (NFL) bei den Dallas Cowboys.

## Jugend
Switzer ist der Sohn eines Schwarzhändlers und Geldverleihers, der aufgrund seiner illegalen Tätigkeiten auch eine Zeit lang im Gefängnis einsaß. Seine beiden Eltern Frank und Mary Louise Switzer waren beide Alkoholiker und starben frühzeitig auf tragische Weise. Frank wurde 1972 von einer Freundin angeschossen und starb auf dem Weg in ein Krankenhaus bei einem Autounfall. Seine Mutter beging mit einem Kopfschuss Selbstmord.
Switzer wollte einen anderen Weg wie sein Vater gehen. Zunächst wurde er zu einem Top-Athleten an seiner High School, wo er unter anderem American Football spielte.

Wishbone Offense

## Karriere als Collegefootballspieler
1955 machte er seinen Schulabschluss und erhielt ein Stipendium an der University of Arkansas. Bei deren Footballmannschaft lief er als Linebacker und Center auf. 1959 konnte er als Mannschaftskapitän sein Team in den Gator Bowl führen. Dort gewann man gegen die Footballmannschaft der Georgia Institute of Technology mit 14:7. Switzer machte in Arkansas einen Wirtschaftsabschluss. Nach seiner Dienstzeit bei der U.S. Army kehrte er 1961 an sein altes College als Assistenztrainer zurück.

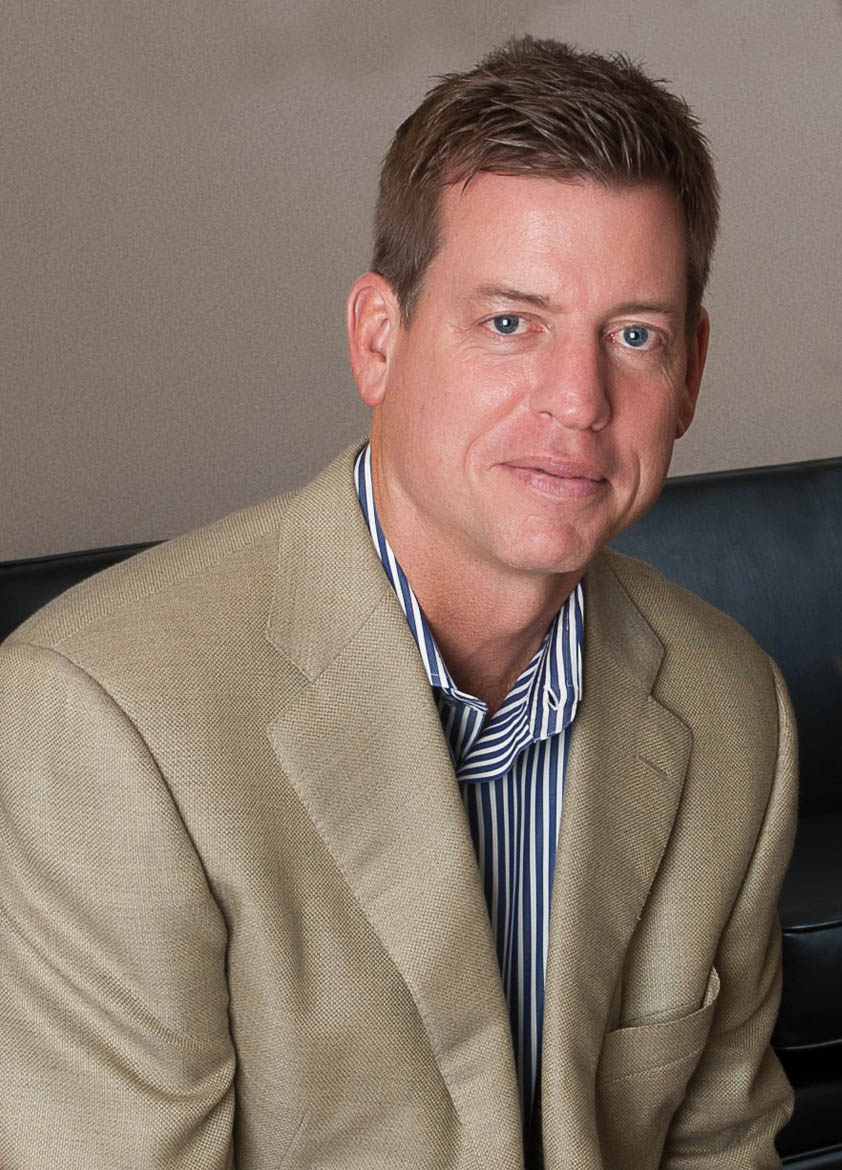
Troy Aikman

## Trainerlaufbahn

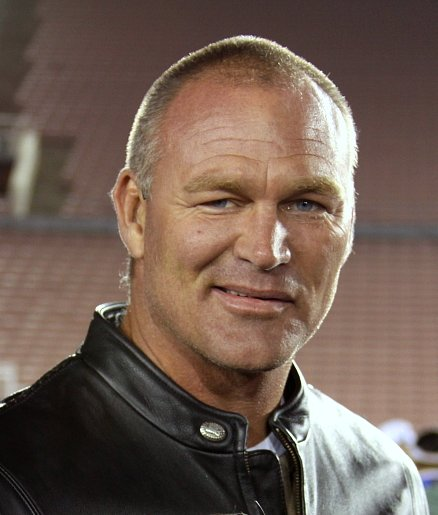
Brian Bosworth

### Collegetrainer
Von 1961 bis 1965 war Switzer an seiner alten Alma Mater als Assistenztrainer tätig. 1966 folgte die Berufung als Assistenztrainer an die University of Oklahoma. 1973 übernahm Switzer dann das Amt des Head Coaches und führte sein Team zu insgesamt 12 Ligameisterschaften und drei nationalen Collegemeisterschaften (1974, 1975, 1985), wobei die nationalen Collegemeister durch die amerikanische Sportpresse gewählt wurden. Switzer konnte am College 157 von 190 Spielen gewinnen. Zahlreiche Spieler von Switzer, wie der Runningback Billy Sims, der Defensive Tackle Tony Casillas oder der Linebacker Brian Bosworth wurden zum All-American gewählt und erhielten nationale Preise. Der ehemalige Quarterback der Oklahoma Sooners, Troy Aikman, ist Mitglied in der Pro Football Hall of Fame. Aikman kehrte allerdings nach zwei Studienjahren den Sooners den Rücken, da die von Switzer weiterentwickelte Wishbone Offense seinen Fähigkeiten als Passgeber nicht entsprach. Switzer bevorzugte eine Offense, die durch Laufspiel zum Erfolg kommt. Er sollte allerdings als Profitrainer mit Aikman seinen größten Triumph feiern. Switzer beendete 1988 seine Laufbahn als Collegetrainer.

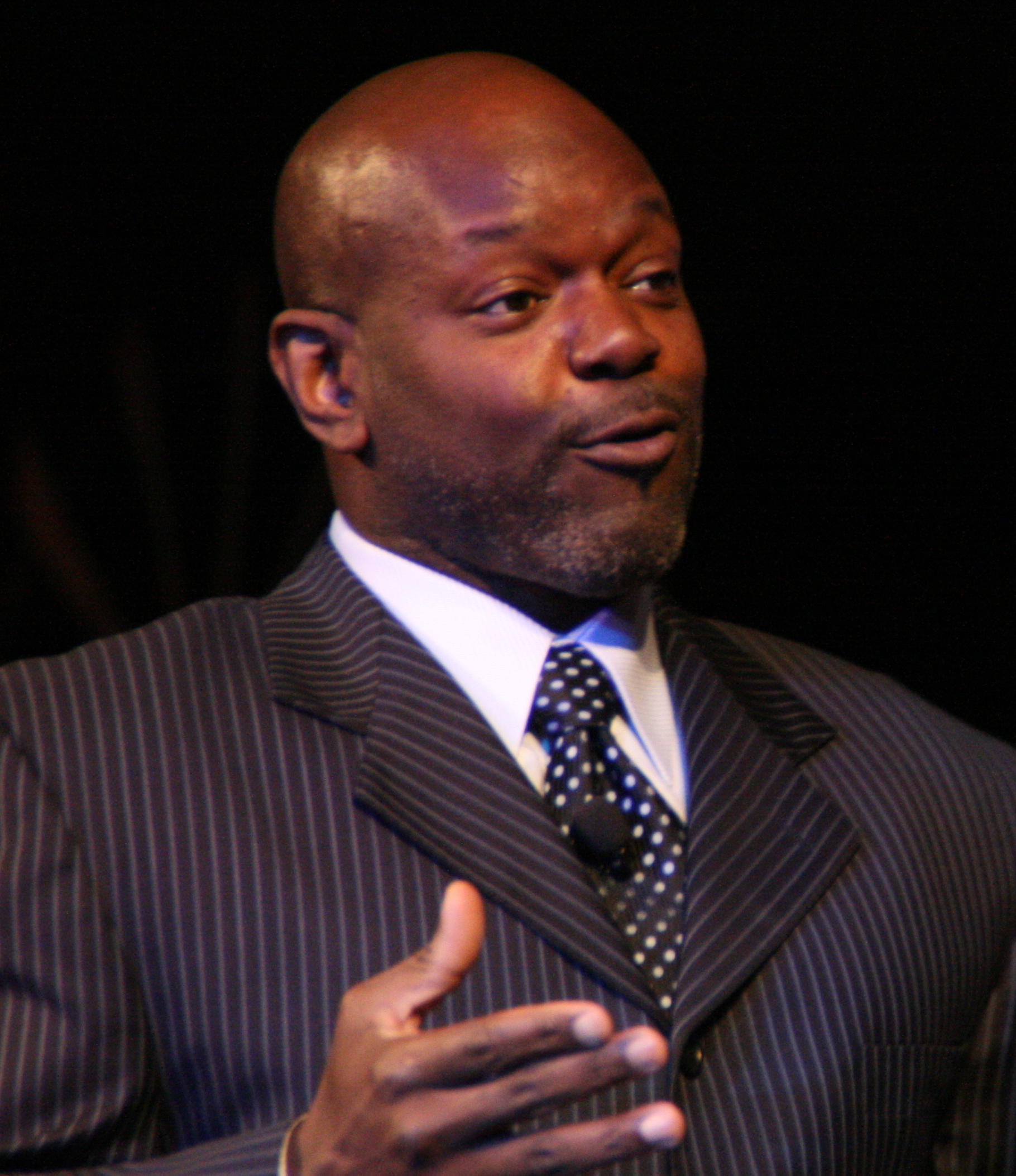
Emmitt Smith

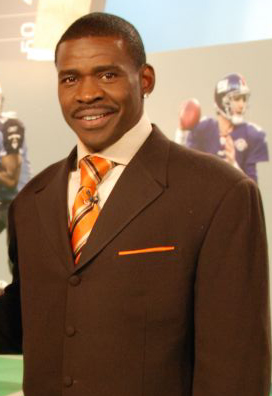
Michael Irvin

### Profitrainer
Im Jahr 1994 verpflichtete der Besitzer der Cowboys Jerry Jones Switzer als Nachfolger von Jimmy Johnson. Die Cowboys waren zu diesem Zeitpunkt eines der besten Teams in der NFL. Zahlreiche Stars wie Aikman, Michael Irvin, Emmitt Smith oder Jay Novacek standen in Dallas unter Vertrag oder wurden, wie der Spieler der Offensive Line Larry Allen, neu verpflichtet. 1994 gewann Switzer mit seinem Team 12 von 16 Spielen. Im NFC Championship Game scheiterte man allerdings an den San Francisco 49ers, dem späteren Gewinner des Super Bowls mit 38:28. Auch in der nachfolgenden Saison konnten 12 Spiele gewonnen werden. Nach einem 38:27-Sieg im NFC Championship Game gegen die von Mike Holmgren trainierten und von Quarterback Brett Favre geführten Green Bay Packers gelang der Einzug in den Super Bowl XXX. Dort stieß man auf den viermaligen Super Bowl Gewinner Pittsburgh Steelers, die von Bill Cowher trainiert wurden. Der Quarterback der Steelers, Neil O’Donnell, der ansonsten für seine Zuverlässigkeit bekannt war, hatte einen rabenschwarzen Tag erwischt und warf drei Interceptions. Die Cowboys gewannen mit 27:17. Im Jahr 1996 konnten sich die Cowboys erneut für die Play-offs qualifizieren, schieden aber frühzeitig gegen die Carolina Panthers aus. Nach einer Saison mit 10 Niederlagen bei 16 Spielen beendete Switzer 1997 seine Karriere als Profitrainer.

## Ehrungen
Switzer ist Mitglied in der College Football Hall of Fame und wurde in die Sportruhmeshallen von Oklahoma und Arkansas aufgenommen. Die University of Oklahoma benannte eine Sporteinrichtung nach ihm. Switzer und sein Vorgänger bei den Cowboys Jimmy Johnson sind die einzigen Trainer denen es gelang Landesmeister im Collegefootball zu werden und einen Super Bowl zu gewinnen.

## Abseits des Spielfeldes
Das Leben von Barry Switzer hatte auch seine Schattenseiten. 1997 war er in einem Flughafen festgenommen worden, da er einen Revolver mitgeführt hatte. Switzer erhielt von Jerry Jones eine Vertragsstrafe von 75.000 US-Dollar und wurde zu einer Geldstrafe von 3.500 US-Dollar verurteilt. Im Laufe seiner Laufbahn gab es gegenüber Switzer im Hinblick auf schlechten Umgang mit seinen Mitmenschen auch immer mal wieder Vorwürfe. Diesen Vorwürfen stand allerdings gegenüber, dass insbesondere dunkelhäutige Spieler sich von ihm gut behandelt fühlten und dies auch lobend in der Öffentlichkeit erwähnten.
Switzer heiratete seine erste Frau 1961 in Stuttgart (Arkansas) und wurde von dieser 1981 geschieden. Das Paar hatte drei Kinder. Mit seiner zweiten Frau hat er drei Kinder und lebt heute in Norman, Oklahoma.

## Nach der Laufbahn
Switzer arbeitete nach seiner Trainerkarriere als Radiomoderator. Seit Januar 2008 ist er Analyst für Footballspiele beim amerikanischen Fernsehsender Fox Sports Net.